# 本田大輔
本田 大輔（ほんだ だいすけ、1978年8月29日 - ）は、日本の俳優。本名、同じ。
東京都出身。アパッチ所属。映画『がんばっていきまっしょい』（1998年公開）でデビュー。父は俳優の本田博太郎。

## 出演

### 映画
- がんばっていきまっしょい（1998年） - 安田俊二 役
- 鉄道員（ぽっぽや）（1999年） - 観光客 役
- ガメラ3 邪神覚醒（1999年） - 男子校生キャンパー 役
- ゴジラシリーズ
  - ゴジラ2000 ミレニアム（1999年） - 木村 役[1]
  - ゴジラ・モスラ・キングギドラ 大怪獣総攻撃（2001年） - 講義を聞く兵士 役[1]
- 9-NINE（2000年）
- 押切 OSHIKIRI（2000年） - 中島 役
- 録音霊（2001年）
- ホタル（2001年）
- 呪怨（2003年）
- 雨鱒の川（2004年）
- 油断大敵（2004年）
- イントゥ・ザ・サン（2005年） - 川村 役
- 富江 REVENG（2005年） - 浜口 役
- 歌謡曲だよ、人生は 『ラブユー東京』（2007年）
- 憑神（2007年） - 榎本武揚（釜次郎） 役
- 眉山-びざん-（2007年）
- それでもボクはやってない（2007年）
- 劒岳 点の記（2009年） - 木内光明（日本山岳会／測量隊の好敵手）役
- ゼロの焦点（2009年） - 山室刑事 役
- 孤高のメス（2010年） - 矢野文男 役
- おかえり、はやぶさ（2012年）
- るろうに剣心（2012年） - 洋装の男・児玉 役
- アウトレイジ ビヨンド（2012年 ワーナー・ブラザース、オフィス北野）
- プラチナデータ （2013年）
- 東京喰種トーキョーグール（2017年）
- ラプラスの魔女（2018年）
- レジェンド&バタフライ（2023年）- 林秀貞 役[3]

### テレビドラマ

#### NHK
- NHK大河ドラマ
  - 龍馬伝（2010年） - 望月清平 役
  - 麒麟がくる（2020年） - 三上 役
  - 光る君へ（2024年） - 源俊賢 役[4]
- NHKドラマ館新・南部大吉交番日記（1999年）
- 麻婆豆腐の女房（2003年）
- 慶次郎縁側日記3（2006年）
- 魂萌え!（2006年）
- 繋がれた明日（2006年）
- 監査法人 （2008年）
- Q.E.D. 証明終了（2009年）
- 派遣のオスカル 〜少女漫画に愛をこめて（2009年）
- 被爆した女たちは生きた〜長崎県女 クラスメイトたちの65年(2010年、BSHi)
- そこをなんとか（2012年） - 片桐龍彦 役
- 鼠、江戸を疾る（2014年） - 国安 役
- 佐知とマユ（2015年） - 中山直之 役[5]
- 忠臣蔵の恋〜四十八人目の忠臣〜（2016年 - 2017年）- 不破数右衛門 役
- アシガール（2017年）- 如古坊 役
- 透明なゆりかご（2018年）- 平塚誠二 役
- デジタル・タトゥー（2019年）- 堀田浩二 役
- 永遠のニシパ 〜北海道と名付けた男 松浦武四郎〜（2019年）- 河田重吉 役
- 連続テレビ小説
  - 花子とアン（2014年）- 三田悠介 役
  - スカーレット（2019年）- 熊谷敏春 役
- タリオ 復讐代行の2人 第1話（2020年10月9日） - 高石徹也 役

#### 日本テレビ
- スーパーテレビ　特別企画『よど号ハイジャック事件』（2002年）
- ドラマ・コンプレックス　「警視庁特殊部隊512」（2005年）
- 未来創造堂 第54話「木村屋のあんぱん篇」（2007年）
- 日本史サスペンス劇場・特別企画『東大落城』（2009年）
- ビンタ!〜弁護士事務員ミノワが愛で解決します〜（2014年、読売テレビ） - 新城恭一 役
- パンドラの果実〜科学犯罪捜査ファイル〜 Season1 第1話（2022年4月23日、日本テレビ）

#### TBS
- 月曜ミステリー劇場
  - 「横山秀夫サスペンス 真相」（2005年）
- 赤かぶ検事 京都篇 第5話（2010年） - 庄司健太 役
- 月曜ゴールデン
  - 「京都殺人授業 第一講座『雨の中の義経』」（2013年） - 赤間智樹 役
- S -最後の警官-（2014年）

#### フジテレビ
- 金曜エンタテイメント・ハマの静香は事件がお好きシリーズ
- あなたの隣に誰かいる（2003年）
- 土曜プレミアム これでいいのだ!! 赤塚不二夫伝説（2008年）
- スターマン・この星の恋（2013年） - 平岡林太郎 役
- 金曜プレミアム 連続企業爆破テロ 40年目の真実（2015年5月22日） - 産経新聞社会部記者・山崎征二 役
- 三屋清左衛門残日録（2016年 - ） - 石見守信弘 役

#### テレビ朝日
- はぐれ刑事純情派（1998年）
- 美少女新世紀 GAZER（1998年）
- 押切（2000年）
- 子連れ狼（2001年）
- 刑事部屋〜六本木おかしな捜査班〜 第6話（2005年）
- おみやさん 第4シリーズ第9話（2005年） - 室田伸一 役
- 京都地検の女 第3話（2005年）
- 新・京都迷宮案内3 第9話（2006年）
- 黒いバッグの女 （2005年）
- 相棒
  - Season6 第15話（2008年） - 坂崎由紀雄 役
  - Season17 第19話（2019年）　- 騨手川幹夫 役
- 新・警視庁捜査一課9係 season2（2010年）
- 京都地検の女（2010年） - 黒木新平 役
- 出入禁止の女〜事件記者クロガネ〜（2015年） - 門倉雅之 役
- 七人の秘書（2020年） ‐ 八雲智彦 役
- 大追跡〜警視庁SSBC強行犯係〜（2025年7月9日 - ） - 佐倉大 役[6]
- 土曜ワイド劇場
  - 「人類学者・岬久美子の殺人鑑定2」（2011年） - 水口健介 役
  - 「火災調査官・紅蓮次郎12」（2012年） - 中山敦 役
  - 「森村誠一の『悪の器』」（2012年） - 小村秀彦 役

#### テレビ東京
- 女と愛とミステリー「パートタイム探偵」（2002年 - 2004年）- 山田光太郎 役
- 仮面天使ロゼッタ（1998年）
- ラブ・レター（2003年）
- 水曜ミステリー9
  - 「松本清張特別企画 強き蟻」（2006年）
  - 「ドクターハート 薮田公介の事件カルテ」（2014年） - 北島和樹 役
- ドクター・ヨシカの犯罪カルテ（2006年）
- 監察医・篠宮葉月 死体は語る 第7シリーズ（2006年）
- 水曜シアター9「雪冤」（2010年）
- 新春ワイド時代劇「戦国疾風伝 二人の軍師 秀吉に天下を獲らせた男たち」（2011年） - 母里太兵衛 役
- 白虎隊〜敗れざる者たち（2013年） - 梶原平馬 役
- マルホの女〜保険犯罪調査員〜 第3話（2014年） - 矢代孝次 役
- 警視庁強行犯係・樋口顕4（2018年） - 戸倉英二 役
- ブラックポストマン 第2話（2023年） - 鹿志村吾郎 役[7]

#### WOWOW
- 京極夏彦 「怪」 第3話「赤面ゑびす」（2000年7月20日、WOWOW） - かっとび 役
- 下町ロケット（2011年）
- 推定有罪（2012年）
- プラチナタウン（2012年）
- 震える牛（2013年6月 - 7月） - 赤間裕也 役
- 贖罪の奏鳴曲（2015年1月 - ） - 加賀谷竜次 役

#### 時代劇専門チャンネル
- 鬼平外伝 正月四日の客（2013年） - 市太郎 役
- 藤沢周平 新ドラマシリーズ 冬の日（2015年12月6日） - 政吉 役

### ラジオ
- 黒潮の流れのままに（高知局制作） FMシアター 主演（NHK-FM）（2011年）

### CM
- ヤマハ・ジョグ 空腹編（2001年）
- PlayStation 2 サルゲッチュ2（2002年）
- Ask！Canon ドキュメントの電子化篇（2005年）
- SUBARU　フォレスター